# 第16回ニューヨーク映画批評家協会賞
『第16回ニューヨーク映画批評家協会賞』は、1950年の優秀な映画に贈られた賞である。

## 受賞
- 作品賞：
  - イヴの総て

- 主演男優賞：
  - グレゴリー・ペック - 頭上の敵機

- 主演女優賞：
  - ベティ・デイヴィス - イヴの総て

- 監督賞：
  - ジョセフ・L・マンキウィッツ - イヴの総て

- 外国語映画賞：
  - L'Amore